# Для милых дам
«Для милых дам» (фр. «Belle Femme») — девятый эпизод первого сезона телесериала канала HBO «Подпольная империя», премьера которого состоялась 14 ноября 2010 года. Сценарий был написан Стивом Корнаки, а режиссёром стал Брэд Андерсон.
Джимми возвращается из Чикаго, чтобы помочь Наки справиться с братьями Д’Алессио, в то время как Ван Алден пытается арестовать Джимми за перестрелку в лесу.

## Сюжет
Раненный Илай опознаёт братьев Д’Алессио как людей, которые ограбили казино и стреляли в него. На променаде Маргарет разговаривает с любовницей Уоррена Гардинга, Нэн Бриттон, которую Наки взял с собой из Чикаго. Нэн объясняет, как она и Уоррен познакомились, и как, для того, чтобы он победил президентские выборы, он не может поддерживать её и их ребёнка.
Маргарет и Нэн идут к мадам Жёне, чтобы купить платье для Нэн. Мадам Жёне просит Маргарет убедить Наки снизить непомерную арендную плату, которую он получает. Сначала Маргарет прямо говорит о проблеме, но это только злит Наки. Взяв другую тактику, она потом говорит Наки, что она беспокоится о том, что для него это будет не очень хорошо, если мадам Жёне уйдёт. Это срабатывает, и когда мадам Жёне с благодарностью предлагает Маргарет платье для её дочери, Маргарет вместо этого использует своё недавно приобретённое влияние, чтобы получить более дорогое платье для себя.
Когда он приходит на работу, Наки с удивлением обнаруживает Джимми, который утверждает, что отправил телеграмму. Он принимает предложение Наки, при условии, что Наки также наймёт Ричарда Хэрроу и будет держать их работу в секрете. Наки показывает Джимми преступные фотографии братьев Д’Алессио, подразумевая, что он хочет их смерти; Джимми отмечает, что Наки всё ещё избегает отдачу таких приказов напрямую, дразня его как «политик до последнего». В Нью-Йорке Арнольд Ротштейн планирует захватить контроль над Атлантик-Сити и его морскую торговлю качественного алкоголя. Он встречается с братьями Д’Алессио и нанимает их, чтобы убить Наки. Чтобы застраховать свою «ставку» на убийство, Ротштейн заставляет своих новых бизнес-партнёров подписать полисы страхования жизни с ним в качестве выгодоприобретателя.
Письма и телеграмма Джимми перехватываются федеральными агентами в почтовом отделении. Ван Алден в ярости на агента Себсо за то, что он не туда положил письма, которые Джимми послал Наки, которые позволили бы арестовать Джимми, когда он прибудет из Чикаго. Ван Алден планирует использовать вину Джимми в ограблении грузовика, чтобы сподвигнуть его показания против коррупции Наки. Тем временем, Джимми приходит в квартиру своей матери Джиллиан, где она дурачит и обезоруживает Лаки Лучано в постели. Прежде чем Джимми может увести Лучано, Ван Алден прибывает, чтобы арестовать Джимми. Он отрицает причастность в ограблении грузовика, но в тюрьме видит своего старого сообщника, Билли Уинслоу, который, как он считает, во всём сознался. Наки приходит в клетку Джимми и узнаёт о союзе Ротштейна с братьями Д’Алессио. Он отказывается купить Джимми адвоката, но обещает помочь другим способом. Агент Себсо убеждает Ван Алдена позволить ему увезти Уинслоу, который действительно сознался, подальше от Томпсона и коррумпированной полиции Атлантик-Сити. Попутно, Себсо раскрывает свою собственную испорченность, убивая Уинслоу и раня себя, чтобы сымитировать попытку побега.
Наки встречается с мэром и заместителем Хэллораном, вторым после Илая, который сообщает Наки, что выздоровление Илая затягивается ещё на месяц и просит быть назначенным исполняющим обязанности шерифа. Когда Наки одобряет, Хэллоран далее говорит о том, что он должен заменить Илая в предстоящих выборах, мотивируя плохое состояние здоровья Илая и рост уровня информированности общественности о его коррупции. Наставник и предшественник Наки, коммодор Кестнер, рекомендует, чтобы Илай и мэр были исключены из голосования, предупреждая Наки, что выборы будут жёсткими.
Наки и Маргарет обедают о Бабетт с местным бизнесменом Эдвардом Бадер и его женой. Наки просит Бадера баллотироваться на пост мэра, пояснив, что он теряет свою поддержку для слабого президента. На набережной после ужина, на Наки и Маргарет из засады нападает убийца. Дворецкий Наки, Эдди, справляется со стрелком, который попадает в невинную женщину. Убийца сбегает, хотя Эдди стреляет ему в ногу.

## Реакция

### Реакция критиков
IGN дал эпизоду оценку 9 из 10, назвав его «выдающимся», говоря: "Я никогда не болтал о каком-либо телесериале вокруг кулера. Но если бы я жил тогда, когда это произошло, я уверен, что «Для милых дам» «Подпольной империи» стала бы темой для обсуждения. И если вы из немногих, которые не смотрят, то вы пропускаете отличную беседу".
The A.V. Club дал эпизоду оценку B+.

### Рейтинги
Эпизод в целом посмотрели 2,984 миллиона зрителей.